# Erdődy János (író)
Erdődy János [1927 és 1931 között álneve újságíróként Zagróczky Elek; írói álnevei: Alec Forest, A. Forest, R. Fowler, E. D. Walter] (Budapest, 1909. április 2.  – Szigliget, 1996. március 23.) magyar író, műfordító.

## Pályafutása
Az 1930-as évektől a Népszavában jelentek meg cikkei, 1948-ig volt a lap kulturális rovatvezetője. Ezt követően, mivel a szociáldemokratákkal szimpatizált, politikai okokból nem publikálhatott, csak 1957-ben tért vissza az irodalmi életbe. Az 1960-as évektől érdeklődése a történelmi regények felé fordult.

## Művei

### Regények
| - Arany országút, regény, 1935. - Egy asszony, aki nem hagyja magát, regény, 1936. - Az Élet hazárdjátékosa, regény, 1936. - Ember az örvényben, regény, 1936. - A Gran Chaco hőse, regény, 1936. - Hajsza a tengeren, regény, 1936. - Halál a bárban, regény, 1936. - Hazardőrök, regény, 1936. - Hív a halott, regény, 1936. - Jim fellázad, regény, 1936. - Mindenki gyanús..., regény, 1936. - Egy ország eladó, regény, 1936. - Párbaj a levegőben, regény, 1936. - Saját tudósítónktól, regény, 1936. - Vőlegényem, a gangster, regény, 1936. - A vörös árnyék, regény, 1936. - Az adeni kém, regény, 1937. - Az aktatáskás úr, regény, 1937. - Búg a sziréna, regény, 1937. - A fehérköpenyes sátán, regény, 1937. - A gárda meghal, regény, 1937. - A hawayi táncosnő, regény, 1937. - Az olajkutak fantomja, regény, 1937. - A fekete tükör, regény, 1937. - A fehér démon, regény [1939]. - Aranyláz, regény, 1938. - Árnyak Kína felett..., regény, 1938. - Gangster Rt., regény, 1938. - Játék az országért, regény, 1938. - Mindenemet ellopták!, regény, 1938. - Tizenkettes repülőraj, regény, 1938. - Acélcápa, regény, 1939. - Ellent ellopták, regény, 1939. - A Gran-Canon banditái, regény, 1939. - Halál éjszakája, regény, 1939. - Kalandorok fellegvára, regény, 1939. - Kismadár a forgószélben, regény, 1939. - Pénzt!, regény, 1939. - Péter puskát árul, regény, 1939. - A tevékeny hulla, regény, 1939. - Vadmacska, regény, 1939. - Kísértet a prérin, regény, 1940. | - Villon, a költő huszonnégy verse, amelyeket halála után négy és félszáz évvel írt: Erdődy János, pamfletek, 1941. - Új színjátszás, új film, tanulmány [1945]. - Fagyöngy, színdarab, bemutató: Magyar Színház, 1946. - A nőstényfarkas, regény, 1957. - Szegény jó Márton Tabi Lászlóval, bemutató: Jókai Színház, 1957. - András mester krónikája, ifjúsági regény, 1959. - A negyedik lovas, regény, 1959. - Aretino Velencében, regény, 1961. - Tíz igaz Szodomában, regény, 1962. - Sasoknál magasabban. Hunyadi Mátyás élete, regény, 1963. - Ezüstpáncélos Johanna, regényes életrajz [Jeanne d'Arcról], 1964. - Küzdelem a tengerekért, ismeretterjesztő tanulmány, 1964. - Bocskorosok, regény, 1966. - Alvilági párbaj, regény, 1966. - A Szárnyas Oroszlán, regény, 1967. - Rekviem Firenzéért, regény, 1968. - Bocskorosok hadinépe, 1969. - A második Róma, regény, 1970. - Háromkirályok szolgája, regény, 1970. - Szegény Robert, regény, 1970. - Peéri Gábor budapesti lakos, regény, 1972. - Krisztina királynő Rómában, regény, 1972. - A Vörös Liliom városa, elbeszélés-ciklus, 1973. - Így élt Gutenberg, életrajz, 1973. - Velencei karnevál, regény, 1974. - Az Antikrisztus és szolgája, regény, 1975. - A Szent Sátán, regény, 1975. - Párizsi éjszakák, életrajzi regény, 1976. - Szép és kegyetlen Velence, regény, 1977. - Így élt Kolumbusz, életrajz, 1978. - Lammermoori Lucia szomorú és igaz története, regény, 1978. - Énekes az országúton, regény, 1979. - Őrségváltás az Óceánon, regény, 1979. - Perugia szűk utcáin, regény, 1980. - Így élt Magellán, életrajz, Pozsony-Budapest, 1981. - A Fenséges Köztársaság nevében, regény, 1982. - Így élt Husz János, életrajz, 1983. - "Jó éjt, királyfi!...", regény, 1984. - Mesterdalnokok városa, regény, 1984. - Keresztes lobogók alatt, ismeretterjesztő tanulmány, 1986. - Város a hadak útján. Budapest regénye, 1988. - A tizenkettedik tanú vallomása, regény, 1990. |

### Műfordítások
- Bertolt Brecht: Háromgarasos regény, 1945.
- Molière: Kotnyelesek, bemutató: a Nemzeti Színház Kamaraszínháza, 1945.
- Horatius: Összes lírai költeményei és az Ars Poetica, 1946.
- Ovidius: Panaszdalok, 1947.
- Molière: Férjek iskolája, 1947.
- Friedrich Schiller: Don Carlos, Magyar Rádió, 1955.
- Heinrich Heine: Atta Troll, 1958.
- Schiller: Stuart Mária, bemutató: Szolnok, 1970.

### Forgatókönyvek
- Fotó Háber (1963)
- A kőszívű ember fiai (1965)
- Egy magyar nábob (1966)
- Kárpáthy Zoltán (1966)
- Róka fogta csuka (tévéfilm, 1966, 1984)
- Ágis tragédiája (tévéfilm, 1971)
- Ejnye, Cecília (A Zenés TV színház epizódja, versek, 1974)
- Fekete gyémántok (1976)

### Operettek

#### Fővárosi Operett Színház
- Kemény Egon – Tabi László – Erdődy János: „Valahol Délen” (1956) Nagyoperett 3 felvonásban Bemutató: Fővárosi Operettszínház, 1956. március 30. Főszereplők: Petress Zsuzsa, Mezey Mária, Sennyei Vera, Gaál Éva, Borvető János, Homm Pál, Rátonyi Róbert, Peti Sándor. Rendező: Dr. Székely György. Karmester: Bródy Tamás. Díszlet: Fülöp Zoltán Kossuth-díjas. Jelmez: Márk Tivadar Kossuth-díjas

#### Állami Déryné Színház
- Kemény Egon – Tabi László – Erdődy János: „Valahol Délen”, a nagyoperett kamaraváltozata, Kemény Egon átdolgozása hét tagú zenekarra Bemutató: 1962. március 24. Szekszárdon és környékén, 1962. április 20. Állami Déryné Színház, Budapest, sajtóbemutató. Fő szerepekben: Harmaczy József, Rónaszéky András, Papp Tibor, Erőd Pál, Sághy István, Czéh Gitta, Dévényi Cecilia, Szatmáry Olga. Rendezte: Csongrádi Mária. Karmester: Patay Kató. Díszlettervező: Sostarics Zsuzsa. Jelmeztervező: Rimanóczy Yvonne. Koreográfus: Rimóczy Viola

„A Déryné Színház nagy sikerrel játszotta a „Valahol Délen”-t, a 100. jubileumi előadáson 1962. november 21-én Cseh Viktória és Juhász Pál előadásában.”

– Film-Színház-Muzsika

### Rádiódaljátékok
- Kemény Egon - Gál György Sándor - Erdődy János: „Komáromi farsang” (Magyar Rádió, 1957) rádiódaljáték 2 részben. Csokonai Vitéz Mihály – Ilosfalvy Róbert és Zenthe Ferenc, Lilla – Házy Erzsébet és Korompai Vali.  Szereplők:  Deák Sándor,  Gönczöl János, Molnár Miklós,  Berky Lili, Bilicsi Tivadar, Szabó Ernő, Hlatky László, Fekete Pál, Lehoczky Éva, Kishegyi Árpád, Völcsey Rózsi, Gózon Gyula, Rózsahegyi Kálmán és mások.  A Magyar Rádió Szimfonikus Zenekarát Lehel György vezényelte. Zenei rendező: Ruitner Sándor.  Rendező: László Endre. 2019 - Kemény Egon kétszeres Erkel Ferenc-díjas zeneszerző halálának 50. évfordulója esztendejében CD-újdonságként jelentek meg a  "Hatvani diákjai" és a  "Komáromi farsang" című daljátékai eredeti rádió-hangfelvételeinek (1955, 1957) digitalizált (2019) dupla-albumai. kemenyegon.hu
- Kemény Egon - Erdődy János: „A messzetűnt kedves” (Magyar Rádió, 1965) Történelmi daljáték Fazekas Mihály – Simándy József/Darvas Iván, Pálóczi Horváth Ádám – Palócz László/Láng József, Ámeli – László Margit/Domján Edit, Julika – Andor Éva/Örkényi Éva Közreműködött a Földényi kórus. A Magyar Rádió Szimfonikus Zenekarát Bródy Tamás vezényelte. Zenei rendező: Ruitner Sándor. Rendezte: László Endre.

### Rádióoperett
- Kemény Egon - Erdődy János: „Krisztina kisasszony” (Magyar Rádió, 1959) rádióoperett 2 részben. Krisztina kisasszony: Petress Zsuzsa. Szereplők: Gyenes Magda, Kövecses Béla, Bitskey Tibor, Bilicsi Tivadar, Rátonyi Róbert, Ungvári László, Gonda György, Somogyi Nusi, Dajbukát Ilona, Pethes Sándor és mások. Közreműködött a Földényi-kórus. A Magyar Rádió Szimfonikus Zenekarát Lehel György vezényelte. Zenei rendező: Ruitner Sándor. Rendező: Cserés Miklós dr.

## Diszkográfia
- Kemény Egon – Gál György Sándor – Erdődy János: Komáromi farsang (1959, rádiódaljáték, Magyar Rádió), 2019 Breaston & Lynch Média CD dupla-album

## További források
Baranyi Katalin: Erdődy János - Lépcsőházi gondolatok egy nagy íróról